# ملعب كارادجورده
ملعب كارادجورده (بالصربية: Стадион Карађорђе) هو ملعب لكرة القدم يقع في نوفي ساد بمدينة فويفودينا في جمهورية صربيا، بُني في عام 1924، وتبلغ السعة الأجمالية للمتفرجين حوالي 15,000 ألف متفرج، و يعتبر المقر الرئيسي لنادي فويفودينا لكرة القدم.